# 윤태림
윤태림(尹泰林, 1908년 8월 6일~1991년 2월 27일)은 일제강점기의 관료이며 대한민국의 법조인, 행정관료, 교육인이다.

## 생애
본관은 파평이며 한성부 출신이다. 경성제일공립고등보통학교를 졸업하고 경성제국대학에 입학하여 심리학을 전공하였다.
경성제국대학 재학 중 법학에 뜻을 두고 법학과에 재입학, 1935년에 법문학부를 졸업하였다. 고등문관시험 행정과에 합격하여 일제 강점기 말기에 황해도 금천군 군수를 지냈다.
이후 서울지방검찰청 검사를 거쳐 변호사를 개업하여 법조인으로 잠시 활동하였고, 1952년부터 서울대학교 사범대학 교수 및 학장을 역임했다. 서울대학교에서 1965년에 철학박사 학위를 받기도 했다. 박사학위 논문의 제목은 《한국인의 성격》이다.
5·16 군사정변 후 김종필이 중앙정보부를 창설하면서 최규하 등 우수한 인재들을 모아 정책연구팀을 운영했을 때 여기에 합류하여 제3공화국 정권을 준비하였다. 1963년에 문교부 차관으로 발탁되어 재임하였다.
1965년에는 숙명여자대학교 총장직을 맡았다. 숙명여대 총장으로 재임하던 중에는 학내 분규로 인해 횡령죄로 고발된 일이 있다. 이후 연세대학교 문과대학 교수로 옮겨 교육대학원장을 역임하였고, 1974년부터 경남대학교 학장을 지내다가 1982년에 총장에 올랐다.
2008년 민족문제연구소가 발표한 친일인명사전 수록예정자 명단 중 관료 부문에 포함되었다.

## 참고 자료
- 윤태림(尹泰林) - 한국학중앙연구원
- 윤태림 -  한국행정연구원

| 전임 이승우 | 제14대 문교부 차관 1963년 3월 28일 ~ 1963년 12월 16일 | 후임 윤태림 |

| 전임 윤태림 | 제15대 문교부 차관 1963년 12월 17일 ~ 1964년 2월 9일 | 후임 최형규 |